# 波蘭的里基莎 (1013-1075)
波蘭的里基莎（波蘭語：Ryksa Polska，1013年9月22日—1075年5月21日），匈牙利王后，波蘭國王梅什科二世的女兒。

## 家庭
里基莎與匈牙利國王貝拉一世共有3子3女：
1. 蓋薩一世（約1040年—1077年）
2. 拉斯洛一世（約1040年—1095年）
3. 索菲亞（約1050年—1095年）
4. 蘭貝特（英语：Lampert of Hungary）（？年—約1096年）
5. 艾倫娜（英语：Helena of Hungary, Queen of Croatia）（？年—1091年）
6. 歐菲米亞（英语：Euphemia of Hungary）（？年—？年）